# 柚希まゆ
柚希 まゆ（ゆずき まゆ、1986年8月7日 - ）は、大阪府出身のタレント、モデル。所属事務所はシンフォニア。2008年7月に行った撮影会を以って活動休止を宣言した。

## 人物
- 趣味・特技：メイク、絵を描くこと、デザイン

## 主な活動

### テレビ
- おでかけ（毎日放送）
- 天使らんまん（毎日放送）
- 真夜中市場（関西テレビ）
- 美少女デラックスTV （スカパー!275ch.）

### モデル
- 美容室「BARBIC」広告モデル
- 高槻菖蒲園撮影会

### CM
- 京都衛生専門学校
- NTTドコモ栃木

### その他
- ウェザーニュース 「おは天」第7期近畿地区担当お天気キャスター（2007年）
- ヤングサンデー「YS乙女学院」エントリー（2008年）